# Wiebelsdorf
Wiebelsdorf ist ein Ortsteil der Landgemeinde Stadt Auma-Weidatal im Landkreis Greiz in Thüringen.

## Geographie
Wiebelsdorf liegt im Thüringer Schiefergebirge bei Auma.

### Ortsgliederung
Die ehemalige Gemeinde Wiebelsdorf bestand aus den Ortsteilen Wiebelsdorf, Wöhlsdorf und Pfersdorf.

## Geschichte
Die Kirchenbücher des Ortes erwähnen 1333 erstmals Wiebelsdorf, 1337 Pfersdorf und 1392 Wöhlsdorf. Die Lage an dem Fluss Auma bedingte den Bau einer Wassermühle, die aber erst 1620 anlässlich der Hochzeit des Müllers erwähnt worden ist. Mit einem Mahlgang, Ölmühle und Schneidemühle war sie  ausgestattet. Zusätzlich zum Wasserantrieb unterstützte eine Dampfmaschine die notwendige Kraft. Ab 1960 übernahm der Müller das Schroten für die LPG. Bis 1973 wurden Mahlgang und die Schneidemühle nach Bedarf genutzt. Die baufällige Schneidemühle wurde 1980 abgerissen. 1990 übernahm der Alteigentümer die Gebäude, modernisierte sie und baute Wohnungen ein. Er betreibt zudem noch Landwirtschaft.
Während des Zweiten Weltkrieges mussten 111 „Ostarbeiter“ im Steinbruch der Grünsteinwerke Zwangsarbeit leisten.
Wiebelsdorf gehörte zunächst dem Verwaltungsbezirk Neustadt an der Orla innerhalb des Herzogtums Sachsen-Weimar-Eisenach an und kam 1920 an den Landkreis Gera im neugebildeten Land Thüringen und 1952 an den Kreis Zeulenroda im Bezirk Gera, bis der Ort im Rahmen der Kreisreform von 1994 zum Landkreis Greiz kam.
Am 1. Juli 1950 wurden die bis dahin eigenständigen Gemeinden Pfersdorf und Wöhlsdorf eingegliedert.
Bis zum 3. Januar 1996 war Wiebelsdorf ein Mitglied der Verwaltungsgemeinschaft Weidatal, danach gehörte die Gemeinde zur Verwaltungsgemeinschaft Auma-Weidatal. Am 1. Dezember 2011 schlossen sich die Stadt Auma und die Gemeinden Braunsdorf, Göhren-Döhlen, Staitz und Wiebelsdorf zur Landgemeinde Stadt Auma-Weidatal zusammen.

### Einwohnerentwicklung
Entwicklung der Einwohnerzahl (Stand jeweils 31. Dezember):
| - 1994: 346 - 1995: 363 - 1996: 366 - 1997: 368 - 1998: 368 - 1999: 306 | - 2000: 314 - 2001: 318 - 2002: 305 - 2003: 294 - 2004: 284 - 2005: 279 | - 2006: 278 - 2007: 262 - 2008: 264 - 2009: 258 - 2010: 259 |

 Datenquelle: Thüringer Landesamt für Statistik

## Persönlichkeiten
- Rudi Peuckert (1908–1946), Politiker (NSDAP)